# Regula Ochsner
Regula Ochsner (* 25. Mai 1951) ist eine schweizerische Kindergärtnerin, Sozialpädagogin und Entwicklungshelferin. Sie ist Gründerin des Entwicklungsprojektes für erneuerbare Energie in Madagaskar ADES, Association pour le Développement de l'Énergie Solaire Suisse-Madagascar.

## Leben
Aufgewachsen ist Regula Ochsner in Stäfa. Sie besuchte das ehemalige Evangelische Kindergärtnerinnenseminar in Zürich und baute in der aargauischen Gemeinde Othmarsingen einen Kindergarten auf.
1972 machte sie eine Ausbildung als Entwicklungshelferin. Mit ihrem Mann arbeitete sie von 1972 bis 1975 für die Direktion für Entwicklung und Zusammenarbeit DEZA in Toliara, Madagaskar. Sie bauten ein "centre animation rurale" auf. Dort wurden Frauen in Gartenbau, Hygiene, Ernährung und Nähen unterrichtet.
1975 bis 1978 studierte Regula Ochsner an der Schule für Soziale Arbeit Zürich und schloss als diplomierte Sozialpädagogin ab. Sie bildete sich am Institut für Ehe und Familie in Zürich zur Therapeutin weiter.
1998 reiste Regula Ochsner erneut nach Madagaskar. Schockiert von der grossflächigen Abholzung des tropischen Regenwaldes suchte Regula Ochsner nach einer Idee, wie man den Verbrauch von Holz beim Kochen verringern könnte. Die Lösung hiess Sonnenenergie. Zusammen mit ihrer Mutter Ruth Ochsner, dem Schreiner und Sozialarbeiter Eduard Probst und seiner Frau Verena begann Regula Ochsner Solarkocher nach Madagaskar zu liefern. Ende 2000 kam der erste Container mit Bauteilen für 500 Solarkocher an. Das war der Start des Entwicklungsprojektes für erneuerbare Energie ADES. 2001 gründete Regula Ochsner in Ottenbach ZH den gemeinnützigen Unterstützungsverein ADES und wurde zur Präsidentin gewählt. Die Schweizer NGO setzt sich für den Erhalt der Wälder in Madagaskar ein und vertreibt Solar- und Energiesparkocher. Begleitet wird die Kocherproduktion durch Bildungs- und Wiederaufforstungsprojekte.
2018 hat Regula Ochsner die Geschäftsleitung von ADES abgegeben.
Regula Ochsner lebt in Ottenbach ZH.

## Auszeichnungen
- 2007 erhielten ADES und die ADES-Gründerin den Schweizer Solarpreis in der Kategorie Persönlichkeiten/Institutionen.[4]
- 2007 wurde die ADES-Gründerin Regula Ochsner mit dem internationalen Umweltpreis «Trophée de Femmes» ausgezeichnet.[5]
- 2010 wurde Regula Ochsner mit Preis der Stiftung Dr. J. E. Brandenberger als herausragende Schweizer Persönlichkeit ausgezeichnet.